# علی‌حاجی بالا
علی‌حاجی بالا روستایی در دهستان براکوه بخش جلگه ماژان شهرستان خوسف استان خراسان جنوبی ایران است.

## جمعیت
بر پایه سرشماری عمومی نفوس و مسکن در سال ۱۳۹۵ جمعیت این روستا کمتر از سه خانوار بوده‌است.